# Saint-Pierre-le-Bost
Saint-Pierre-le-Bost est une commune française située dans le département de la Creuse en région Nouvelle-Aquitaine.

## Géographie
|               | Préveranges (Cher)   | Saint-Palais (Allier)  |
| Saint-Marien  | Saint-Pierre-le-Bost | Saint-Sauvier (Allier) |
| Boussac-Bourg |                      | Leyrat                 |

Situé à environ 500 mètres d'altitude, le village se trouve sur les points les plus hauts du plateau du Bas-Berry ; ce plateau fait office de frontière entre le Berry et la Marche. La commune se place au carrefour du Centre et de l'Auvergne et s’insère à l’extrême nord-est du Limousin.
Concernant le relief il est relativement plat sur les hauteurs, beaucoup plus vigoureux sur les abords du plateau.
Le territoire communal est arrosé par la rivière Arnon.
Hameaux : Les Alouettes- Bois-Deniers- La Boutelière- Le Canveau- Chambijoux- Le Chêne-du-Renard- La Courcelle- Les Courrières- La Fayolle- La Forest- Foulet- La Grande-Jupille- La Grande Valette - Le Grand-Jurigny - Les Huiles- Le Joubert- La Jupille- Jurigny- Lavaud- Le Petit-Jurigny- La Petite-Jupille- La Petite-Valette- La Pièce- Loge de Chambijoux - Planchat- La Prugne- Puy-Gilbert- La Ribbe - Les Sagnes - Les Ternes- La Valette – La Vaud Gelade – La Vaux

### Climat
Pour des articles plus généraux, voir Climat de la Nouvelle-Aquitaine et Climat de la Creuse.
Historiquement, la commune est exposée à un climat montagnard.  
En 2020, Météo-France publie une typologie des climats de la France métropolitaine dans laquelle la commune est dans une zone de transition entre le climat océanique altéré et le climat de montagne et est dans la région climatique  Ouest et nord-ouest du Massif Central, caractérisée par une pluviométrie annuelle de 900 à 1 500 mm, maximale en automne et en hiver.
Pour la période 1971-2000, la température annuelle moyenne est de 10,1 °C, avec  une amplitude thermique annuelle de 15,4 °C. Le cumul annuel moyen de précipitations est de 974 mm, avec 12,6 jours de précipitations en janvier et 8,2 jours en juillet. Pour la période 1991-2020, la température moyenne annuelle observée sur la station météorologique la plus proche, située sur la commune de Boussac à 7 km à vol d'oiseau, est de 11,0 °C et le cumul annuel moyen de précipitations est de 896,4 mm,. Pour l'avenir, les paramètres climatiques de la commune estimés pour 2050 selon différents scénarios d’émission de gaz à effet de serre sont consultables sur un site dédié publié par Météo-France en novembre 2022.

## Urbanisme

### Typologie
Au 1er janvier 2024, Saint-Pierre-le-Bost est catégorisée commune rurale à habitat très dispersé, selon la nouvelle grille communale de densité à 7 niveaux définie par l'Insee en 2022.
Elle est située hors unité urbaine et hors attraction des villes,.

### Occupation des sols
L'occupation des sols de la commune, telle qu'elle ressort de la base de données européenne d’occupation biophysique des sols Corine Land Cover (CLC), est marquée par l'importance des territoires agricoles (97 % en 2018), une proportion identique à celle de 1990 (97 %). La répartition détaillée en 2018 est la suivante : 
prairies (44,4 %), terres arables (26,4 %), zones agricoles hétérogènes (26,2 %), forêts (3 %). L'évolution de l’occupation des sols de la commune et de ses infrastructures peut être observée sur les différentes représentations cartographiques du territoire : la carte de Cassini (XVIIIe siècle), la carte d'état-major (1820-1866) et les cartes ou photos aériennes de l'IGN pour la période actuelle (1950 à aujourd'hui).

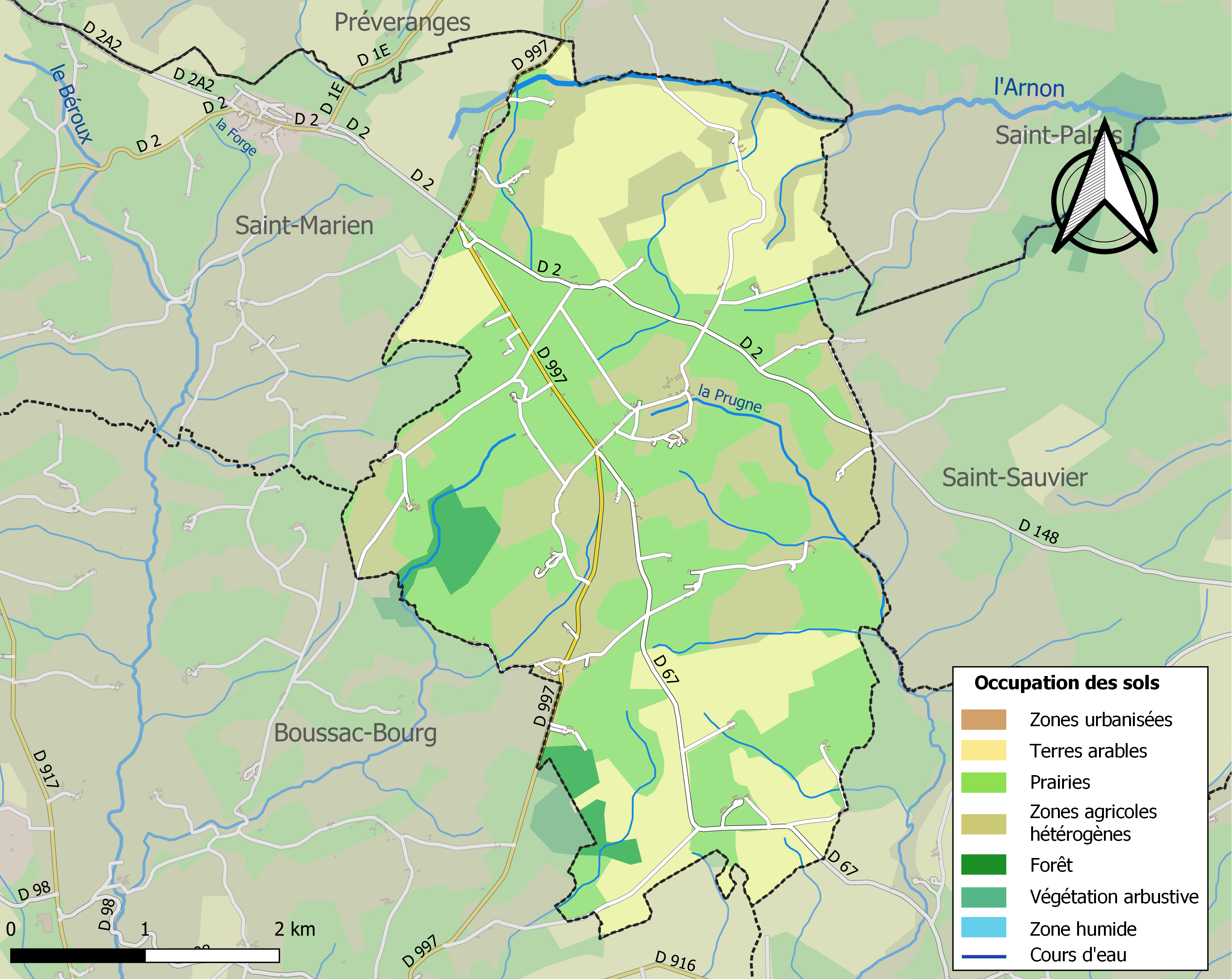
Carte des infrastructures et de l'occupation des sols de la commune en 2018 (CLC).

### Risques majeurs
Le territoire de la commune de Saint-Pierre-le-Bost est vulnérable à différents aléas naturels : météorologiques (tempête, orage, neige, grand froid, canicule ou sécheresse) et séisme (sismicité faible). Il est également exposé à un risque particulier : le risque de radon. Un site publié par le BRGM permet d'évaluer simplement et rapidement les risques d'un bien localisé soit par son adresse soit par le numéro de sa parcelle.

#### Risques naturels

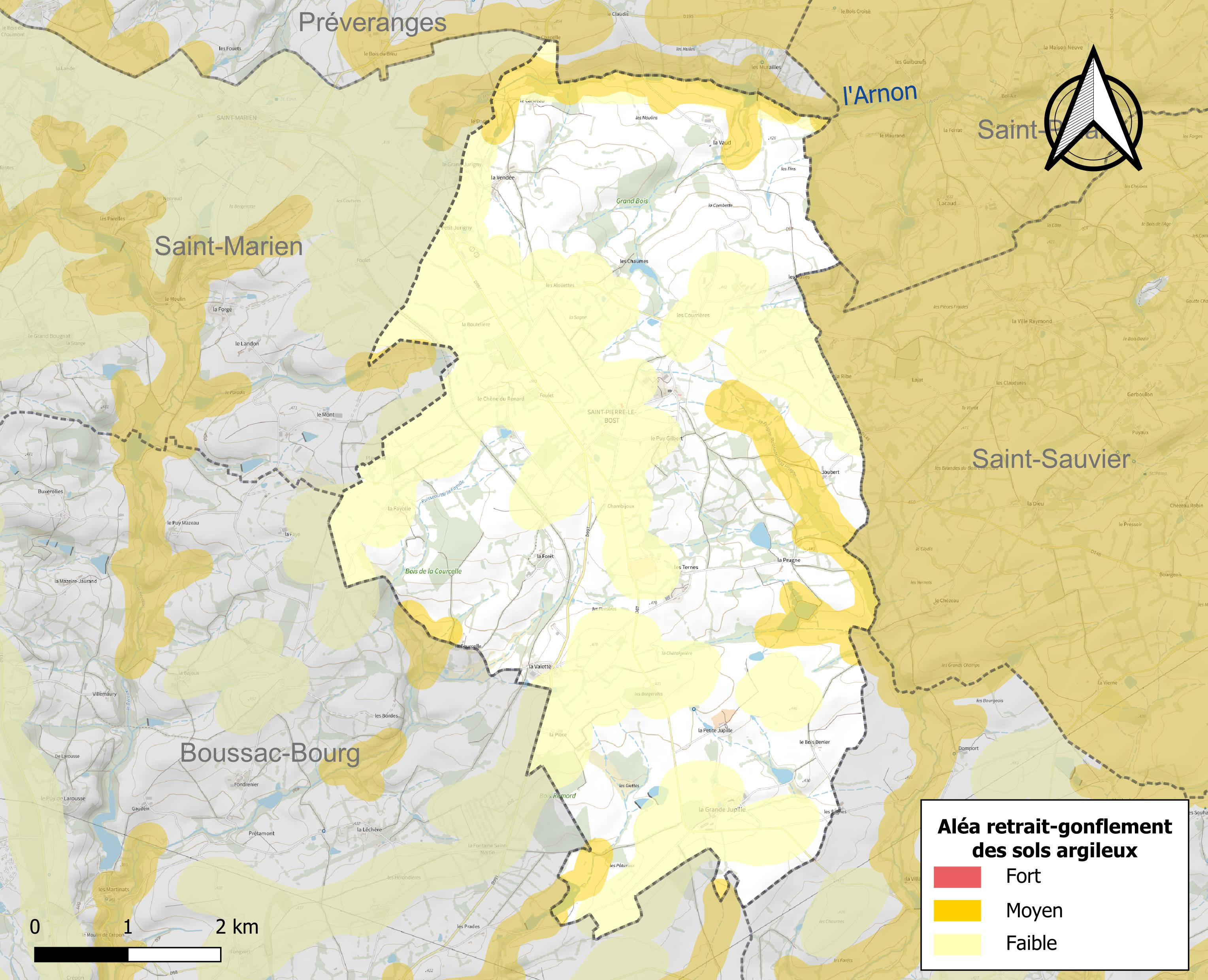
Carte des zones d'aléa retrait-gonflement des sols argileux de Saint-Pierre-le-Bost.

Le retrait-gonflement des sols argileux est susceptible d'engendrer des dommages importants aux bâtiments en cas d’alternance de périodes de sécheresse et de pluie. 9,6 % de la superficie communale est en aléa moyen ou fort (33,6 % au niveau départemental et 48,5 % au niveau national). Sur les 123 bâtiments dénombrés sur la commune en 2019,  1 sont en aléa moyen ou fort, soit 1 %, à comparer aux 25 % au niveau départemental et 54 % au niveau national. Une cartographie de l'exposition du territoire national au retrait gonflement des sols argileux est disponible sur le site du BRGM,.
Par ailleurs, afin de mieux appréhender le risque d’affaissement de terrain, l'inventaire national des cavités souterraines permet de localiser celles situées sur la commune.
La commune a été reconnue en état de catastrophe naturelle au titre des dommages causés par les inondations et coulées de boue survenues en 1982 et 1999. Concernant les mouvements de terrains, la commune a été reconnue en état de catastrophe naturelle au titre des dommages causés par des mouvements de terrain en 1999.

#### Risque particulier
Dans plusieurs parties du territoire national, le radon, accumulé dans certains logements ou autres locaux, peut constituer une source significative d’exposition de la population aux rayonnements ionisants. Certaines communes du département sont concernées par le risque radon à un niveau plus ou moins élevé. Selon la classification de 2018, la commune de Saint-Pierre-le-Bost est classée en zone 2, à savoir zone à potentiel radon faible mais sur lesquelles des facteurs géologiques particuliers peuvent faciliter le transfert du radon vers les bâtiments.

## Paysage
Dans la continuité du sud du Cher appartenant au massif central, les terrains deviennent moins propices à la production céréalière, ainsi le bocage domine et la polyculture n'est exercée que sur certaines parcelles de tailles plus importantes ou sur les pentes sont les plus légères.
Le bocage est dense et les haies sont très défensives (épine noire), les chênes pédonculés sont légion dans ce secteur, le hêtre et le charme se mêlent parfois à ces peuplements sans oublier quelques majestueux châtaigniers.
Le bois de la Courcelle situé à deux kilomètres à l'Ouest du bourg est composé essentiellement de feuillus.

## Géologie
Le plateau du Bas-Berry propose un sous sol cristallin du socle primaire du Massif central, les roches métamorphiques présentes sont les schistes et micaschistes (roches friables et plates).
Par endroits, de nombreux quartzites gisent sur le sol. il y a aussi de nombreuses bandes de terres argileuses ainsi qu'une importante proportion de terres humides d'allures hydromorphes.

## Climat
Le climat du plateau du Bas-Berry et donc de Saint Pierre le Bost est sensiblement différent du climat présent dans les plaines du Berry au Nord avec plus de neige et des températures plus froides durant l'hiver ainsi que des précipitations plus importantes de manière générale avec 800 à 1000 mm par an en moyenne.

## Toponymie
Durant la Révolution, la commune porte le nom de Les Bois.

## Politique et administration
| Période                                  | Période  | Identité       | Étiquette | Qualité                                           |
| ---------------------------------------- | -------- | -------------- | --------- | ------------------------------------------------- |
| mars 2001                                | 2020     | Gilles Henry   | DVG       | Agriculteur Président de Creuse Confluence (2017) |
| 2020                                     | En cours | Coralie Buchet |           |                                                   |
| Les données manquantes sont à compléter. |          |                |           |                                                   |

## Démographie
L'évolution du nombre d'habitants est connue à travers les recensements de la population effectués dans la commune depuis 1793. Pour les communes de moins de 10 000 habitants, une enquête de recensement portant sur toute la population est réalisée tous les cinq ans, les populations de référence des années intermédiaires étant quant à elles estimées par interpolation ou extrapolation. Pour la commune, le premier recensement exhaustif entrant dans le cadre du nouveau dispositif a été réalisé en 2006.

En 2022, la commune comptait 119 habitants, en évolution de −9,16 % par rapport à 2016 (Creuse : −3,32 %, France hors Mayotte : +2,11 %).
| 1793 | 1800 | 1806 | 1821 | 1831 | 1836 | 1841 | 1846 | 1851 |
| ---- | ---- | ---- | ---- | ---- | ---- | ---- | ---- | ---- |
| 345  | 301  | 345  | 385  | 400  | 410  | 442  | 441  | 482  |

| 1856 | 1861 | 1866 | 1872 | 1876 | 1881 | 1886 | 1891 | 1896 |
| ---- | ---- | ---- | ---- | ---- | ---- | ---- | ---- | ---- |
| 432  | 400  | 391  | 475  | 547  | 563  | 553  | 527  | 553  |

| 1901 | 1906 | 1911 | 1921 | 1926 | 1931 | 1936 | 1946 | 1954 |
| ---- | ---- | ---- | ---- | ---- | ---- | ---- | ---- | ---- |
| 546  | 556  | 551  | 451  | 436  | 403  | 411  | 377  | 345  |

| 1962 | 1968 | 1975 | 1982 | 1990 | 1999 | 2006 | 2011 | 2016 |
| ---- | ---- | ---- | ---- | ---- | ---- | ---- | ---- | ---- |
| 334  | 301  | 221  | 183  | 165  | 156  | 156  | 146  | 131  |

| 2021 | 2022 | - | - | - | - | - | - | - |
| ---- | ---- | - | - | - | - | - | - | - |
| 121  | 119  | - | - | - | - | - | - | - |

## Culture locale et patrimoine

### Lieux et monuments
- Château de la Grande Jupille
- Église Saint-Pierre de Saint-Pierre-le-Bost

### Personnalités liées à la commune
- Antonin Desfarges est né en 1851 à Saint-Pierre-le-Bost et décédé en 1941 à Vallière. Il commence sa carrière professionnelle comme maçon de la Creuse, puis petit entrepreneur. Il milite dans les organisations ouvrières entre 1867 et 1871. En 1871 il est arrêté pour sa participation à la Commune de Paris. Il réussit à s'évader. En 1882 il est conseiller des Prud'hommes de Paris, il y représente la corporation des maçons, enfin il sera le président du Conseil du bâtiment. En 1889 il se désiste aux élections législatives en faveur de Martin Nadaud. Puis il sera député de la Creuse pendant 17 ans de 1893 à 1910 à Bourganeuf[22].